# 27336 Mikequinn
27336 Mikequinn este un asteroid din centura principală de asteroizi.

## Descriere
27336 Mikequinn este un asteroid din centura principală de asteroizi. A fost descoperit pe 4 februarie 2000 la Socorro, New Mexico, în cadrul proiectului LINEAR. Asteroidul prezintă o orbită caracterizată de o semiaxă mare de 2,26 ua, o excentricitate de 0,06 și o înclinație de 5,1° în raport cu ecliptica.